# J. Mallorquí
José Mallorquí Figuerola (Barcelona, 12 de fevereiro de 1913 — 7 de novembro de 1972) foi um escritor espanhol. Pai do também o escritor César Mallorquí, é mais conhecido pela série literária El Coyote.